# Pferdestraßenbahn Réalmont–Laboutarié
| Decauville-Wagen KE (Baladeuse) |                     |                                                  |                                                  |
| Ehemaliger Streckenverlauf auf einer Karte von 2024 |                     |                                                  |                                                  |
| Streckenlänge: | 5,1 km              |                                                  |                                                  |
| Spurweite: | 600 mm (Schmalspur) |                                                  |                                                  |
| Maximale Neigung: | 30 ‰                |                                                  |                                                  |
| Minimaler Radius: | 100 m               |                                                  |                                                  |
| Streckengeschwindigkeit: | 16 km/h             |                                                  |                                                  |
| |                     |                                                  |                                                  |
| \| \| \| Bahnstrecke Castelnaudary–Rodez von Rodez \| \| \| \| \| Güter-Umladebahnhof \| \| \| \| \| Laboutarié \| 199 m \| \| \| \| \| \| \| \| \| \| \| \| \| \| nach Saint-Sulpice (Tarn) \| \| \| \| \| Bahnstrecke Castelnaudary–Rodez n. Castelnaudary \| \| \| \| \| La Réginié \| \| \| \| \| Ramières \| \| \| \| \| Réalmont \| \| |                     |                                                  |                                                  |
| Strecke von rechts (außer Betrieb) |                     | Bahnstrecke Castelnaudary–Rodez von Rodez        | Bahnstrecke Castelnaudary–Rodez von Rodez        |
| Strecke |                     | Güter-Umladebahnhof                              | Güter-Umladebahnhof                              |
| Bahnhof · U-Bahn-Bahnhof · U-Bahn-Bahnhof |                     | Laboutarié                                       | 199 m                                            |
| Strecke |                     |                                                  |                                                  |
| Strecke |                     |                                                  |                                                  |
| U-Bahn-Strecke quer · Kreuzung geradeaus oben · U-Bahn-Strecke nach rechts |                     | nach Saint-Sulpice (Tarn)                        | nach Saint-Sulpice (Tarn)                        |
| Strecke nach rechts (außer Betrieb) · U-Bahn-Strecke (außer Betrieb) |                     | Bahnstrecke Castelnaudary–Rodez n. Castelnaudary | Bahnstrecke Castelnaudary–Rodez n. Castelnaudary |
| U-Bahn-Haltepunkt / Haltestelle (Strecke außer Betrieb) |                     | La Réginié                                       | La Réginié                                       |
| U-Bahn-Haltepunkt / Haltestelle (Strecke außer Betrieb) |                     | Ramières                                         | Ramières                                         |
| U-Bahn-Kopfbahnhof Streckenende (Strecke außer Betrieb) |                     | Réalmont                                         | Réalmont                                         |

Die Pferdestraßenbahn Réalmont–Laboutarié war eine ab 1901 mit Pferden und ab 1927 mit einer kleinen Benzinlokmotive betriebene, 5,1 km lange Feldbahn mit einer Spurweite von 600 mm, die von Réalmont nach Laboutarié im französischen Département Tarn führte und bis 1933 betrieben wurde.

## Geschichte und vertragliche Vereinbarungen
Nachdem die Compagnie des chemins de fer à voie étroite et tramways à vapeur du Tarn die Schmalspurbahn Laboutarié – Graulhet – Saint-Sulpice-sur-Tarn 1895 in Betrieb genommen hatte, kam der Wunsch auf, diese bis Réalmont zu verlängern, nachdem zuvor 1884 und 1885 bereits zwei Anträge für den Bau einer Normalspurbahn abgelehnt worden waren.
Am 24. Februar 1898 übermittelte der Bürgermeister von Réalmont dem Präfekten von Tarn einen Beschluss des Gemeinderats, der einem Antrag des Rentners Auguste Benoit und des Kaufmanns Paul Viguier aus Réalmont, zustimmte, eine elektrische Straßenbahn zwischen der Gemeinde und dem Bahnhof in Laboutarié einzurichten. Am 13. März 1899 stimmte auch die Nachbargemeinde Lombers dem Vorschlag zu.
Da den Antragstellern wahrscheinlich recht schnell klar wurde, dass der elektrische Antrieb ihre finanziellen Möglichkeiten übersteigen würde, beschlossen sie am 15. Mai 1899, auf eine Pferdestraßenbahn zurückzugreifen, deren Streckenverlauf bereits am 24. März 1899 bei der Präfektur eingereicht worden war. Kurz danach zog sich Paul Viguier aus dem Projekt in den Ruhestand zurück und überließ Herrn Benoit alle Freiheiten, nach seinen eigenen Wünschen zu handeln.
Da ein Teil der Strecke ab dem Ortseingang von Réalmont als Straßenbahn auf der Nationalstraße 118 verlaufen sollte, wurde die Konzession vom Staat an das Departement mit der Möglichkeit der Untervergabe an einen Konzessionär seiner Wahl vergeben. Nachdem der Generalrat am 25. August 1899 zugestimmt hatte, wurde die dafür erforderliche Rückübertragungsvereinbarung am 6. Juli 1901 zwischen dem Präfekten und Auguste Benoit unterzeichnet. Letzterer übernahm alle Kosten, aber es wurden keine Gebühren für die Nutzung der öffentlichen Straßen von ihm verlangt.

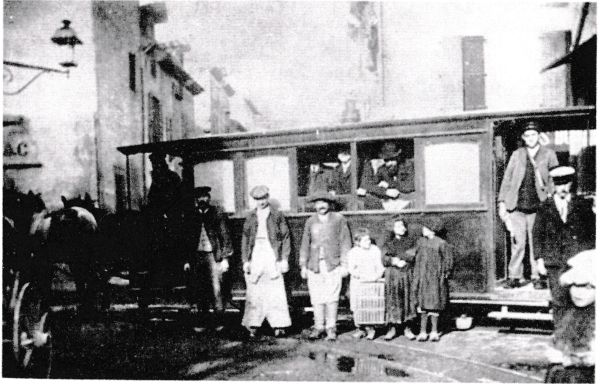
Pferdebahnbetrieb mit geschlossenem Personenwagen

Er betrieb die Bahn mit 6 Zugpferden und einer Ausrüstung mit einer Kapazität von 60 Plätzen für Reisende und 20 Tonnen Gütern auf eigenes Risiko, ohne Garantien oder Subventionen, und musste einen Erneuerungsfonds von 200 Francs pro Jahr und Kilometer Linie bis zu einem Höchstbetrag von 2000 Francs einrichten.
Zuvor war ein Lastenheft erstellt und am 6. Juni 1901 unterzeichnet worden, in dem die Streckenführung (GC 41, GC 86 und N 118), die Verwendung einer Spurweite von 600 mm mit einem Lichtraumprofil von 1,80 m (2,00 m über alles) und einer maximalen Höhe von 2,60 m festgelegt wurden. Die Kurven auf der Strecke durften einen Radius von 100 m nicht unterschreiten und die Rampen dürfen 30 mm/m nicht überschreiten. Eine Ausnahme bildete der Abschnitt auf der GG 41, wo vorübergehend ein Radius von 80 m und eine Rampe von 40 mm/m erlaubt wurde, sowie die Stationen, an denen der Radius auf 20 m gesenkt werden konnte.
Die Schienen waren aus Stahl mit einem Metergewicht von 15 kg/m und lagen in konventioneller Bauweise auf Schwellen aus mit Kreosot behandeltem Kiefernholz mit einem Abstand von 0,90 m.
Zwischen den Endstationen wurden zwei Haltestellen in La Réginié und Ramières eingerichtet.
Die Züge durften nicht mehr als zwei Wagen umfassen und nicht länger als 25 m sein, einschließlich der Kupplung. Die Höchstgeschwindigkeit betrug 16 km/h, und die Tarife waren fast so detailliert wie für ein großes Netz.
Das Dekret vom 8. Juli 1901 erklärte die Linie für gemeinnützig und genehmigte die Vereinbarung und das Lastenheft vom 6. Juni 1901.

## Endstationen
In der Endstation Laboutarié kreuzte die Pferdestraßenbahn zweimal die Gleise der dampfbetriebenen Kleinbahn Graulhet Laboutarié, um trotz des beengten Bauraums genügend große Radien einsetzen zu können. Um zu verhindern, dass sich die Züge aus Graulhet und die Pferdestraßenbahn aus Réalmont gleichzeitig auf den parallelen und sich kreuzenden Gleisen am Eingang von Laboutarié befanden, waren die Fahrpläne sorgfältig aufeinander abgestimmt.
Die Endstation Réalmont befand sich mitten in der Stadt in einem Gebäude an der Ecke der RN 118 und der Rue du Porche. Auguste Benoit kaufte sich dieses Gebäude, das an das nicht mehr existierende Hôtel Combelles angrenzte am 5. Oktober 1900. In einer Klausel des Kaufvertrags hieß es, dass Herr Benoit eine Tür in die an den Hof des Hotels angrenzende Mauer einbauen durfte, um seine Pferde zu der in diesem Hof vorhandenen Tränke führen zu können. Diese Erleichterung führte zu einer Petition der anderen Hoteliers und Limonadenhersteller an den Präfekten und über der strittigen Tür wurde ein Schild angebracht, das Reisenden die Benutzung der Tür untersagte. Wie der Kontrollingenieur jedoch bemerkte, profitierte das benachbarte Hotel trotz der geschlossenen Tür, ob man wollte oder nicht, von der Nähe der Endstation.

## Fahrgast- und Gütertransportaufkommen
Im Geschäftsjahr 1902 wurden 36.237 Fahrgäste befördert und 1911 sogar 38.613, was einem Durchschnitt von mehr als 100 Fahrgästen pro Tag entsprach.
Im Güterverkehr wurden 1902 etwa 1.163 Tonnen Frachtgut befördert und 1911 sogar 3.791 Tonnen. Der Expressgutverkehr für Gepäckstücke und Kurierdienstsendungen betrug 1911 etwa 216 Tonnen pro Jahr.

## Lokomotivbetrieb
Nach mehreren Beschwerden wurde 1920 der von den Pferdehufen zertrampelte Straßenbelag zwischen den Schienen wiederhergestellt. Die Arbeiten dauern bis in die Jahre 1928–1929.
Daher wurde 1927 ein von Automobiles Berliet in Lyon-Vénissieux hergestellter Locotracteur beschafft. Es handelte sich um ein Serienmodell dieses Herstellers, das üblicherweise auf Feldbahnen in Steinbrüchen sowie in Land- und Forstwirtschaftsbetrieben eingesetzt wurde.
- 4-Zylinder-Benzinmotor (Bohrung × Hub: 110 mm × 140 mm)
- Kupplung mit Metallscheiben.
- 3 Gänge in jeder Richtung.
- Fahrgestell aus Profilen und Gusseisen, Räder aus Stahl.
- 2 kugelgelagerte Achsen. Die hintere direkt angetrieben und ungefedert, die vordere gefedert und mit Ketten angetrieben.
- Klotzbremsen an allen vier Rädern.
- Gewicht in fahrbereitem Zustand 3000 kg.

Die Zugkraft betrug theoretisch 75 Tonnen in der Ebene und 20 Tonnen auf der Rampe mit 30 mm/m im zweiten Gang bei 7,5 km/h oder 45 Tonnen in der Ebene und 12 Tonnen auf der Rampe von 30 mm/m im dritten Gang bei 14 km/h. Nach der Beschaffung der Lokomotive wurden weitere Gleisarbeiten durchgeführt, darunter der Kauf von Drehscheiben, Weichen und Ersatzschwellen.
Der 1927 in Betrieb genommene Locotracteur musste bereits im Oktober 1929 generalüberholt werden. Währenddessen wurde der Betrieb mit einem Peugeot-Schienenbus mit 15 Plätzen übernommen, während die Güter weiterhin von Pferden transportiert wurden. Nachdem der Locotracteur am 1. Januar 1930 wieder in Betrieb genommen wurde, fiel er am 15. März erneut aus. Herr Gisclard ließ sie begutachten, prozessierte gegen Berliet und stellte die Lokomotive schließlich endgültig in einer Ecke des Schuppens in Réalmont ab.

## Personalwechsel, Niedergang und Stilllegung
Nach dem Tod von Auguste Benoit am 29. Mai 1910 übernahmen nacheinander seine 65 Jahre alte Witwe, ein 62 Jahre alter, pensionierter Gendarm, Herr Taussac, der seit der Gründung der Bahn mit Herrn Benoit zusammengearbeitet hatte, und schließlich Félix Gisclard die Leitung des Unternehmens. Nachdem die Bahn durch den zunehmenden Straßenverkehr in finanzielle Schwierigkeiten gekommen war, wurde der Betrieb am 19. Mai 1933 eingestellt.